# Gothia Crown Tower
Gothia Crown Tower (voorheen Gothia Tower East) is een wolkenkrabber in de Zweedse stad Göteborg. De toren behoort tot de Hotel Gothia Towers en heeft sinds 2013 een hoogte van 82 meter. Het gebouw behoort tot de hoogste gebouwen van Zweden. Het gebouw heeft 26 verdiepingen waarvan 25 bovengronds en een ondergronds.
In 1984 werd besloten om een hotel te bouwen en kreeg de naam Sara Hotel Gothia. In 2001 werd de East Tower gebouwd. In 2013 werd het gebouw verhoogd met zes verdiepingen. Op 1 september 2013 werd de eerste kamer geopend. Na het bouwen van de Gothia New East Tower werd huidige East Tower genoemd tot Gothia Crown Tower. In het nieuwe gedeelte bestaat uit een spa, hotelkamers en op het dak een recreatiegebied. Op de 18e verdieping van de toren bevinden zich twee conferentiezalen van het hotel. Ze zijn 70 m² groot en verdeeld in een woonkamer met eet-en vergadertafels en een slaapkamer. Ze hebben ook een eigen jacuzzi. De bovenste etages (18-25) van de Gothia Kroon wordt ook Eerste Kamer genoemd en is geclassificeerd als vijf sterren. 